# Jeřišno
Jeřišno (německy Jerschischno) je obec v okrese Havlíčkův Brod v Kraji Vysočina. Žije zde 274 obyvatel.

## Historie
První písemná zmínka o obci pochází z roku 1406.
V letech 1869–1920 byly Čečkovice osadou obce Jeřišno a v letech 1961–1990 opět částí Jeřišna.
V letech 2006–2010 působil jako starosta Pavel Jecha, od roku 2010 tuto funkci zastává Dagmar Vaňková.

## Obyvatelstvo
| Rok            | 1869 | 1880 | 1890 | 1900 | 1910 | 1921 | 1930 | 1950 | 1961 | 1970 | 1980 | 1991 | 2001 |
| Počet obyvatel | 925  | 879  | 833  | 767  | 798  | 769  | 683  | 493  | 553  | 456  | 386  | 316  | 301  |

## Části obce
- Jeřišno
- Heřmaň
- Chuchel s částmi Strakov a Chalupy
- Podhořice
- Vestecká Lhotka

## Pamětihodnosti
- Kostel svatého Václava v Heřmani

## Galerie

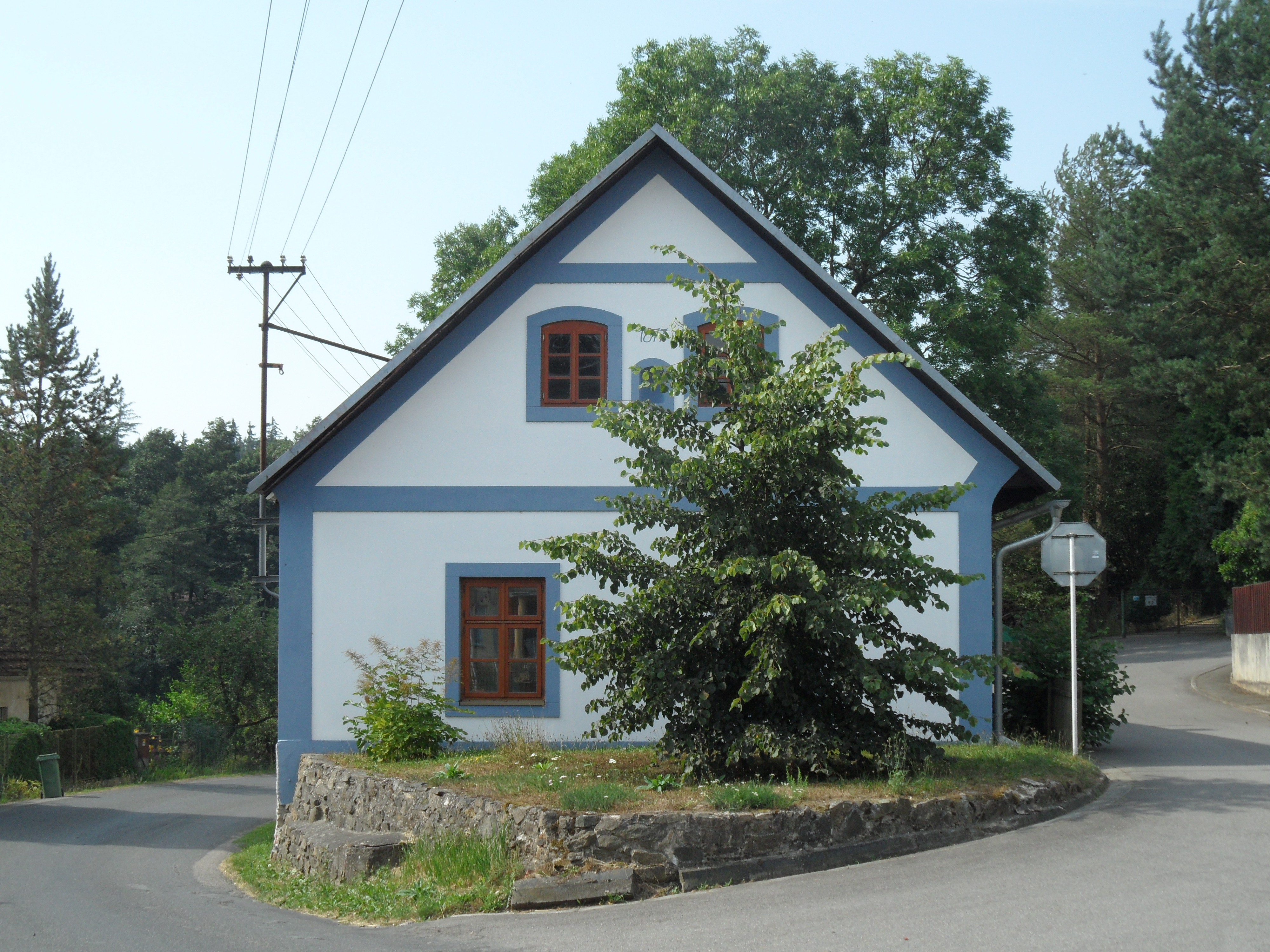
Obytná část původního statku rodiny Šimonových
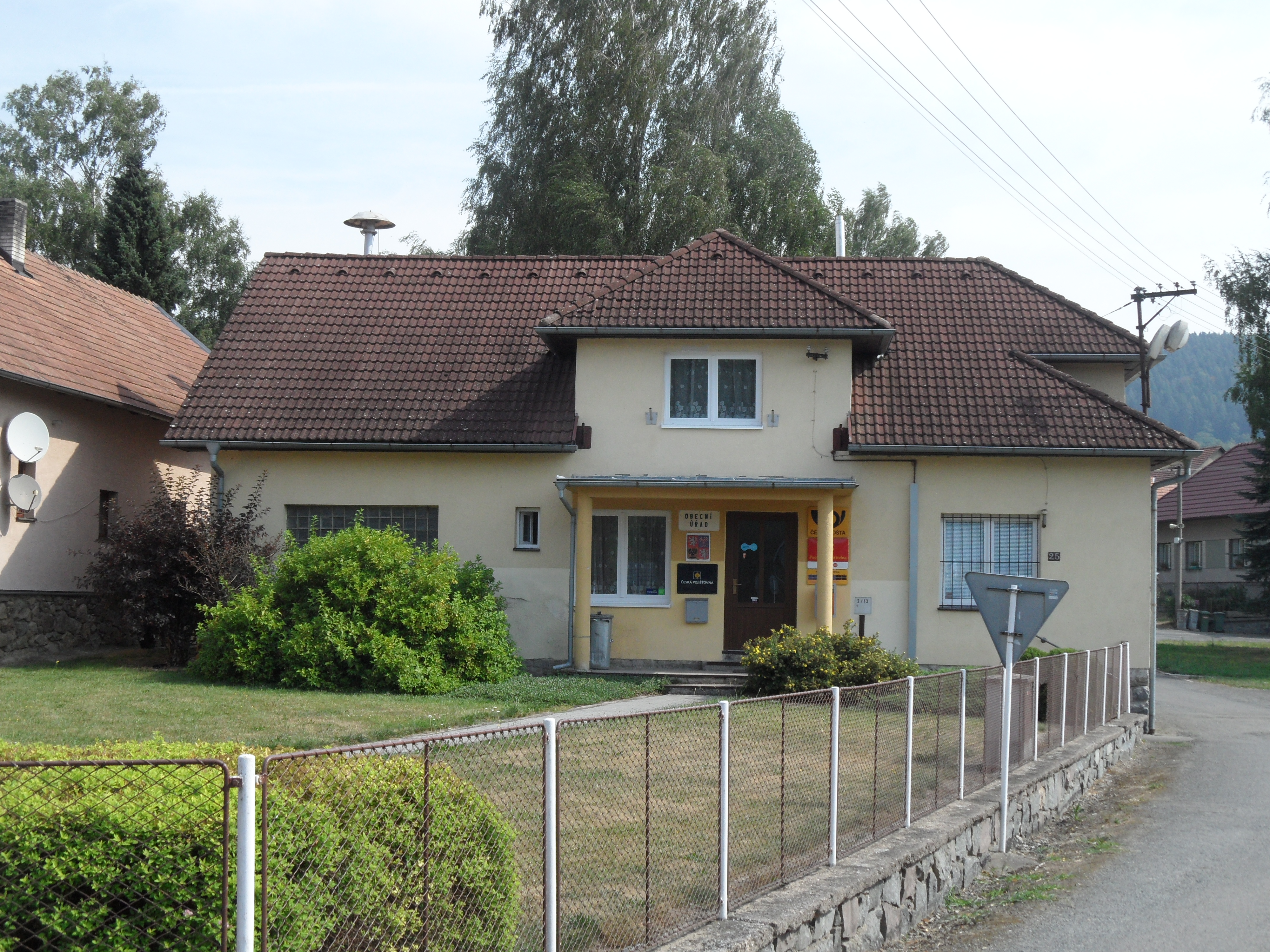
Obecní úřad a pošta
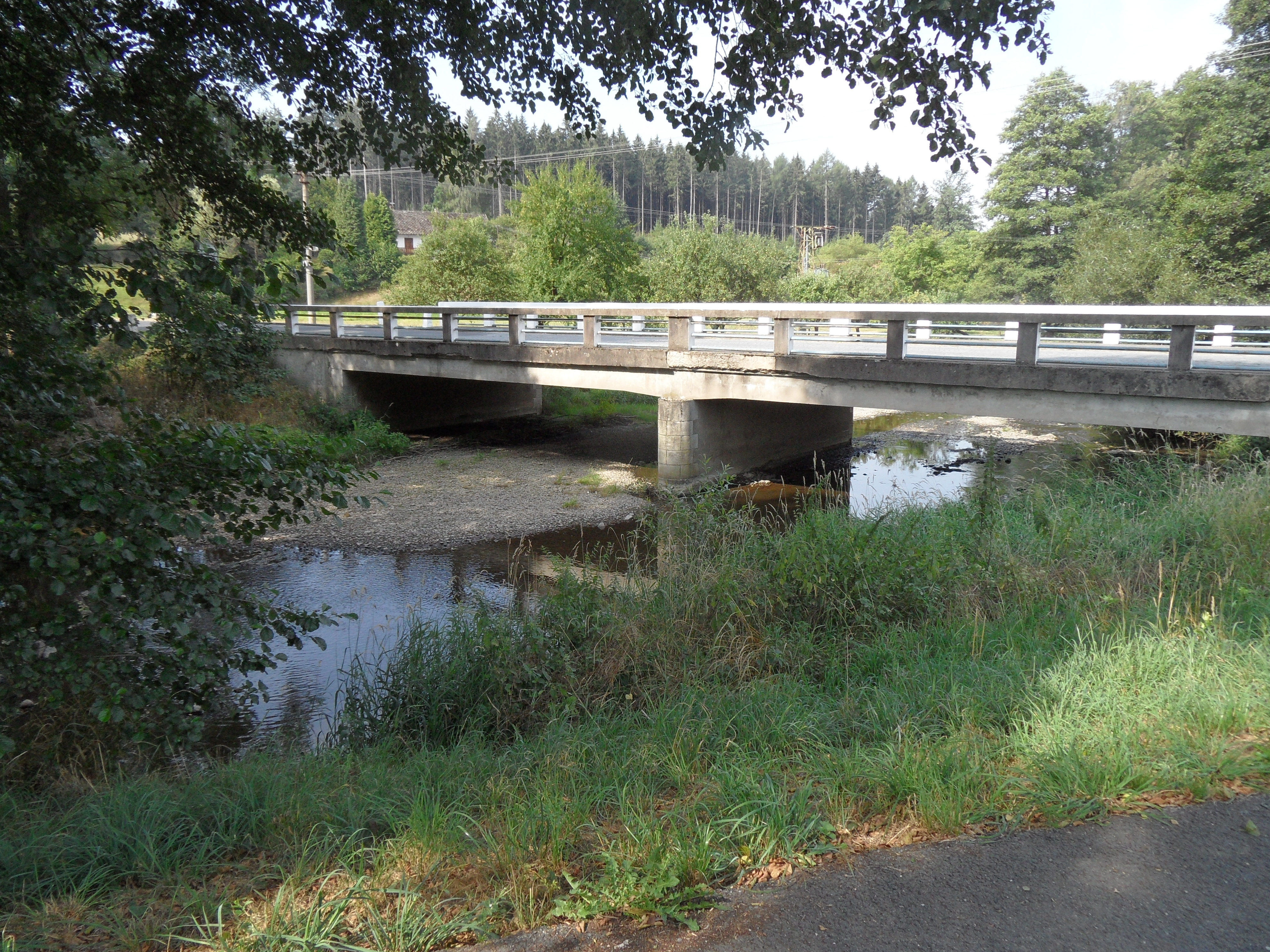
Most přes Doubravu a sucho v létě 2015
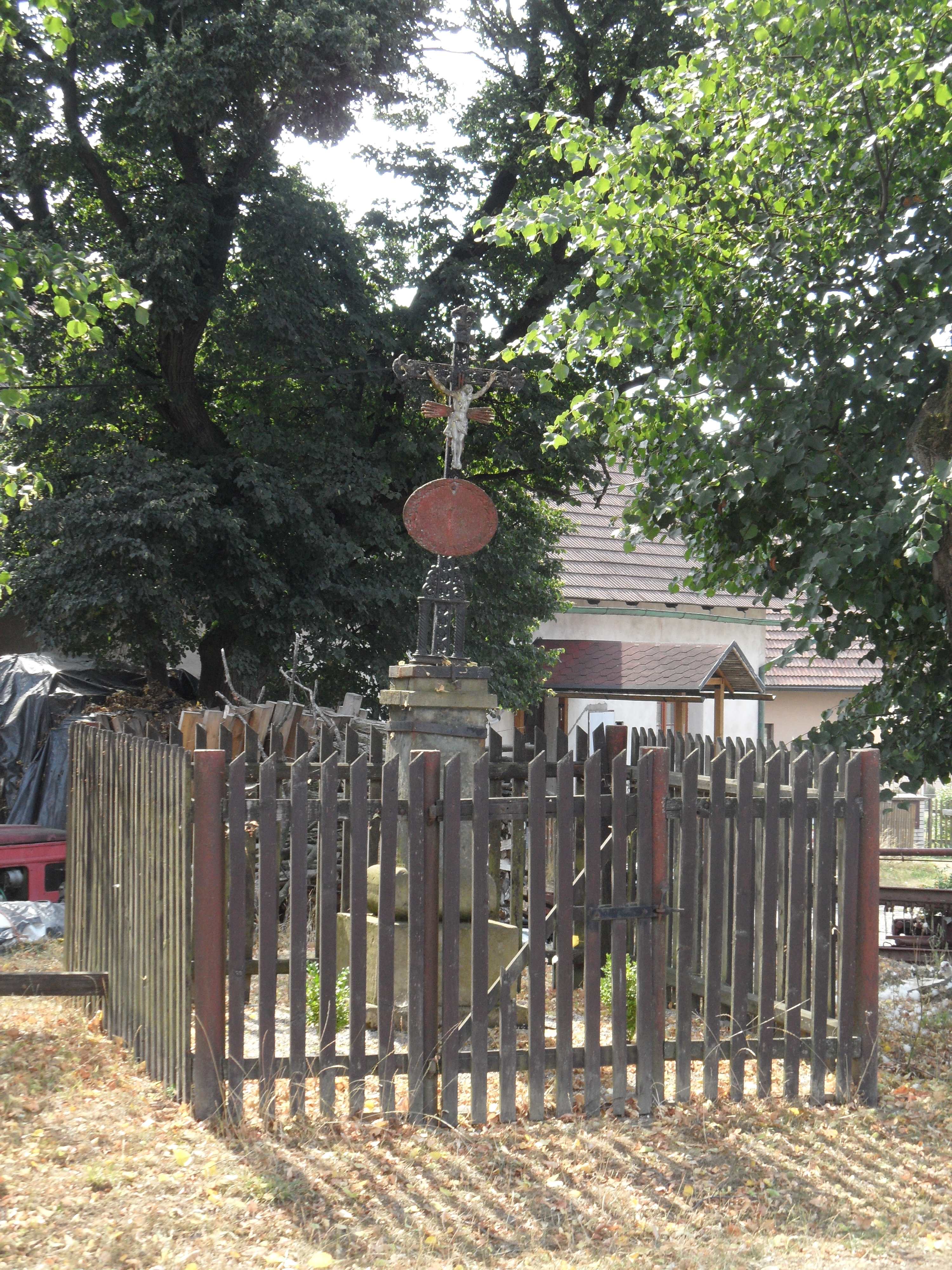
Křížek